# NS 5900
De serie NS 5900 was een serie locomotieven, die kort na de Tweede Wereldoorlog dienst heeft gedaan bij de Nederlandse Spoorwegen. Het waren Duitse locomotieven uit de Baureihe 74.
| Hoofdafmetingen                          | Ketel A      | Ketel B      | Opmerkingen  |
| ---------------------------------------- | ------------ | ------------ | ------------ |
| Verwarmd Oppervlak vuurkist              | 9,4 m²       | 9,4 m²       |              |
| Verwarmd Oppervlak vlampijpen en -buizen | 102,7 m²     | 98,4 m²      |              |
| Verwarmd Oppervlak oververhitter         | 26,7 m²      | 33,7 m²      |              |
| Roosteroppervlak                         | 1,73 m²      | 1,73 m²      |              |
| Maximum stoomspanning                    | 12 kg/cm²    | 12 kg/cm²    |              |
| Aantal Cilinders                         | 2            | 2            |              |
| Afmetingen cilinders                     | 540 x 630 mm | 540 x 630 mm |              |
| Stoomverdeling                           | Walschaerts  | Walschaerts  |              |
| Waterinhoud                              | 7 m3         | 7 m3         | 5910: 6 m3   |
| Koleninhoud                              | 2,5 ton      | 2,5 ton      |              |
| Gewicht locomotief                       | 67 ton       | 67 ton       | 5910: 65 ton |
| Lengte over de buffers                   | 11800 mm     | 11800 mm     |              |
| Dienstsnelheid                           | 80 km/h      | 80 km/h      |              |
| Trekkracht                               | 10260 kg     | 10260 kg     |              |